# Nemo (peintre)
Pour les articles homonymes, voir Nemo.
Nemo, de son vrai nom Serge Faurie, né le 16 avril 1947 à Masseret (France) et mort le 15 septembre 2021 dans le 18e arrondissement de Paris,, est un peintre pochoiriste français, qui vécut longtemps à Belleville et à Montreuil.

## Biographie

Rue du Chat-qui-Pêche, 2010.

Enseignant en mathématiques, puis informaticien au sein d'une faculté de médecine, il est célèbre pour peindre sur les murs de Paris une silhouette noire d’un homme en imperméable coiffé d'un chapeau. On retrouve aussi dans ses dessins des ballons, une valise, un parapluie, un tigre, des fleurs et des papillons.
Son nom fait référence à la bande dessinée Little Nemo in Slumberland (1905), de Winsor McCay. Son motif du ballon rouge évoque le film le Ballon rouge d'Albert Lamorisse, tournée dans le quartier de Belleville.
Il s'est souvent associé avec le street artiste Jérôme Mesnager dont les personnages blancs répondent alors à son mystérieux homme noir.
Il meurt en septembre 2021.